# 3º Corpo corazzato delle guardie
Il 3º Corpo corazzato delle guardie (in russo 3-й гвардейский танковый корпус?, 3-j gvardejskij tankovyj korpus) fu una formazione dell'Armata Rossa che partecipò per oltre tre anni ad alcune delle più grandi e importanti campagne della seconda guerra mondiale sul fronte orientale.
L'unità corazzata era stata costituita fin dalla primavera 1942 con la denominazione di 7º Corpo corazzato; comandata dal generale Pavel Rotmistrov (uno dei più abili ed esperti comandanti sovietici di truppe corazzate), la formazione corazzata ebbe un ruolo decisivo durante la battaglia di Stalingrado, bloccando nel dicembre 1942, la pericolosa controffensiva tedesca diretta a liberare le truppe della 6. Armee accerchiate e contrattaccando con successo verso l'importante centro di Kotel'nikovo (che venne liberato il 29 dicembre 1942).
Stalin e lo Stavka riconobbero il valore e i successi del 7º Corpo corazzato e lo stesso 29 dicembre lo onorarono della nuova prestigiosa denominazione di: 3º Corpo corazzato delle guardie "Kotel'nikovo".
Il corpo corazzato delle guardie (il terzo ad essere costituito nella storia della grande guerra patriottica) si sarebbe ancora distinto per slancio e combattività (spesso inquadrato nella famosa 5ª Armata corazzata delle guardie) fino al termine del conflitto in Europa nel maggio 1945.

## Le origini

### Il 7º Corpo corazzato
Il 7º Corpo corazzato venne organizzato nell'aprile-maggio 1942 nelle retrovie del Fronte di Kalinin durante la convulsa e confusa ricostituzione delle forze meccanizzate dell'Armata Rossa in vista delle nuove operazioni della primavera-estate 1942. Subito dopo il pericoloso inizio della nuova offensiva tedesca (Operazione Blu), il 7º Corpo (equipaggiato con un misto di carri armati leggeri T-60, carri medi T-34 e un piccolo numero di carri pesanti KV-1) venne immediatamente dirottato a sud per essere assegnato, insieme al 2º e all'11º Corpo corazzato, alla nuova 5ª Armata corazzata, e prese parte (a partire dal 5 luglio 1942) ai duri e sfortunati scontri contro le Panzer-Division in veloce avanzata su Voronež.
Impegnati in modo scoordinato e bersagliati anche dalla Luftwaffe, i corpi sovietici vennero battuti con pesanti perdite e respinti; anche il 7º Corpo dovette ripiegare e alla fine del mese venne temporaneamente posto in riserva nel Fronte di Brjansk.
Dopo una breve riorganizzazione, il 7º Corpo venne precipitosamente trasferito a sud (1ª Armata delle guardie) nella regione del Don e di Stalingrado per partecipare ai ripetuti tentativi sovietici di contrattaccare sui fianchi (regione dell'istmo Don-Volga) le forze tedesche della 6. Armee in avanzata verso il Volga. Durante l'intero mese di settembre 1942 si succedettero gli sconnessi e disordinati contrattacchi sovietici che fallirono rovinosamente con dure perdite di uomini e mezzi; anche il 7º Corpo non ottenne alcun successo e alla fine di ottobre dovette essere nuovamente ritirato e riorganizzato nel Distretto Militare del Volga.
Completamente riequipaggiato con 20 KV-1, 41 T-34 e 31 T-70, il 7º Corpo corazzato, comandato dall'abile maggior generale Pavel Rotmistrov, ritornò ancora in campo nel dicembre 1942 durante le grandi offensive invernali sovietiche iniziate con l'accerchiamento della VI Armata a Stalingrado. Dopo un primo riuscito intervento sul Čir (conquista della testa di ponte di Verchne Cirskaja e sconfitta della 11. Panzer-Division), la formazione venne aggregata alla 2. Armata delle guardie impegnata a contrastare e respingere il tentativo di controffensiva tedesco per liberare le truppe accerchiate (Operazione Tempesta Invernale).

## Storia

### La marcia verso Rostov
A partire dal 24 dicembre 1942, il 7º Corpo corazzato sferrò, in coordinamento con gli altri corpi meccanizzati della potente 2ª Armata delle guardie, la controffensiva contro il raggruppamento del generale Hermann Hoth che aveva inutilmente tentato di sbloccare le forze tedesche accerchiate nella sacca di Stalingrado; in netta superiorità numerica le formazioni sovietiche respinsero duramente il nemico e manovrarono a tenaglia.
Il 7º Corpo manovrò con grande abilità (in questa campagna il generale Rotmistrov evidenziò per la prima volta le sue qualità di esperto e capace comandante di truppe corazzate) e conquistò, con una audace puntata in profondità, l'importante centro strategico di Kotel'nikovo (il 29 dicembre 1942) influendo in modo decisivo sull'esito della battaglia.
Il raggruppamento tedesco, molto provato dagli attacchi sovietici, dovette ripiegare lungo la riva meridionale del Don per cercare di proteggere gli accessi a Rostov e dovette abbandonare ogni tentativo di controffensiva, mentre i corpi meccanizzati della 2ª Armata delle guardie proseguirono tenacemente l'offensiva (guidati dal 7º Corpo) per cercare di chiudere le vie di uscita per il Gruppo d'armate tedesco che era ancora fermo nel Caucaso.
Lo stesso 29 dicembre 1942, dopo la notizia della vittoriosa liberazione di Kotel'nikovo, Stalin e lo Stavka assegnarono la decorazione dell'Ordine di Suvorov al generale Rotmistrov per la sua efficace direzione delle operazioni, e onorarono il 7º Corpo corazzato della nuova denominazione onorifica di 3º Corpo corazzato delle guardie "Kotel'nikovo" ; il quarto corpo meccanizzato dell'Armata Rossa ad ottenere questo prestigioso riconoscimento, dopo il 26º Corpo corazzato (l'8 dicembre), il 4º Corpo meccanizzato (il 18 dicembre) e il 24º Corpo corazzato (il 26 dicembre).
Durante l'intero mese di gennaio 1943, il 3º Corpo corazzato delle guardie partecipò ai duri e continui combattimenti a sud del Don insieme agli altri corpi meccanizzati sovietici (raggruppati in un nuovo gruppo mobile al comando del generale Rotmistrov) nel tentativo di irrompere rapidamente a Rostov e tagliare fuori l'intera massa di forze tedesche avventuratesi nel Caucaso. Nonostante gli incessanti sforzi, la missione non sarebbe stata completata: intralciati dal maltempo e soprattutto dalle abili manovre delle forze corazzate tedesche, il 3º delle guardie e gli altri gruppi sovietici vennero progressivamente rallentati e subirono dure perdite. Rostov sarebbe stata liberata il 14 febbraio 1943 ma nel frattempo il raggruppamento tedesco del Caucaso aveva già completato con successo la difficile e lunga ritirata.
Completamente esaurito il 3º delle guardie venne ora ritirato dalla prima linea dopo due mesi di battaglie e di avanzate invernali.
Nel mese di marzo sarebbe ancora brevemente intervenuto più a nord in aiuto del Fronte di Voronež, attaccato e respinto dalla potente controffensiva del feldmaresciallo von Manstein; il Corpo corazzato ottenne qualche successo ma senza riuscire ad impedire la caduta di Belgorod. Dopo quest'ultima battaglia della campagna invernale 1942-43ª finalmente le operazioni belliche ebbero una pausa e anche il 3º delle guardie poté passare in riserva per un periodo di riorganizzazione.

### La riconquista dell'Ucraina e della Bielorussia

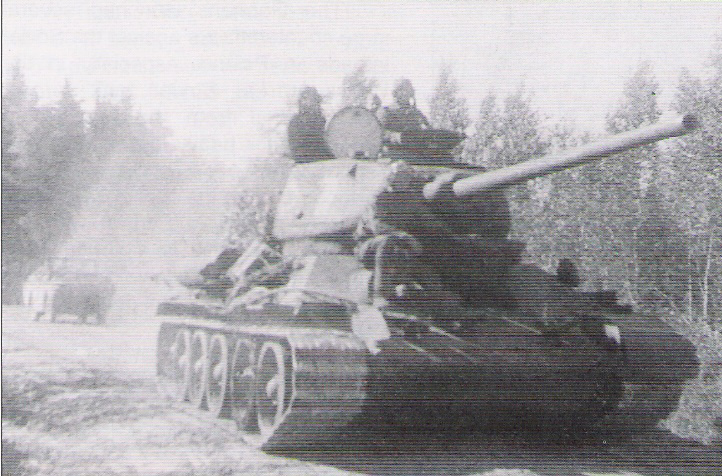
Un carro T34/85 del 3º Corpo corazzato delle guardie durante l'Operazione Bagration

Il 3º Corpo corazzato delle guardie rimase in riserva dal marzo al luglio 1943, assegnato al Fronte della Steppa, il raggruppamento di forze di riserva costituito per contrastare una nuova offensiva estiva tedesca; durante la durissima battaglia di Kursk il corpo non venne impegnato direttamente, mentre prese parte con un ruolo importante alla successiva Quarta battaglia di Char'kov e alle successive offensive a oltranza dell'Armata Rossa in direzione del Dnepr.
Fino a ottobre 1943 combatté nei ranghi prima della 4ª Armata delle guardie e poi della 3ª Armata, distinguendosi per combattività ma finendo per esaurire completamente le proprie forze; in dicembre venne quindi ritirato nel Distretto militare di Mosca per essere nuovamente riorganizzato. In questa fase la formazione corazzata venne rafforzata con un terzo battaglione carri per ciascuna brigata e venne riequipaggiata con i potenti carriT-34/85 in grado di affrontare i Panther e i Tiger tedeschi.
Dopo un breve impiego nel settore nord del fronte orientale nel periodo febbraio-aprile 1944 durante la faticosa offensiva nel settore di Leningrado, il 3º Corpo corazzato delle guardie ebbe un ruolo di grande rilievo durante la successiva Operazione Bagration dell'estate 1944.

Inquadrato nella famosa 5ª Armata corazzata delle guardie comandata dal suo vecchio comandante generale Rotmistrov, il corpo corazzato partecipò alla impetuosa avanzata sovietica dopo il crollo dell'Heeresgruppe Mitte tedesco; combatté sulla Beresina e, pur subendo ancora dure perdite, il 3º Corpo delle guardie entrò a Borisov il 30 giugno 1944. Il carro armato del tenente Pavel Nikolaevič Rak entrò per primo nella città e combatté isolato per molte ore in attesa dell'intervento del grosso della formazione. Nei giorni seguenti i carri armati proseguirono a nord di Minsk contrastati da alcuni reparti panzer tedeschi.  Infine il 3º Corpo partecipò insieme al resto della armata corazzata alla battaglia di Vilnius e alla difficile penetrazione fino al Mar Baltico, che ebbe successo in ottobre solo dopo un primo fallimento e a costo di gravi perdite.
Dopo queste aspre battaglie, che si prolungarono fino al dicembre 1944, il 3º delle guardie venne ritirato dalla 5ª Armata corazzata delle guardie e, dopo essere stato ulteriormente rafforzato con un reggimento di semoventi pesanti ISU-122, venne trasferito al 2º Fronte Bielorusso in vista dell'avanzata finale verso la Germania.

### Le battaglie finali
Nelle battaglie finali del 1945 il 3º Corpo corazzato delle guardie (dotato di 258 mezzi corazzati - 195 T34/85 e 63 cannoni semoventi). ebbe ancora un ruolo importante nelle sanguinose e durissime battaglie in Prussia Orientale (da gennaio ad aprile) di fronte alla accanita resistenza delle forze tedesche asserragliate in queste regioni.; mentre in aprile e maggio, infine la formazione corazzata prese parte alla battaglia finale di Berlino sempre assegnata al 2º Fronte Bielorusso del maresciallo Konstantin Konstantinovič Rokossovskij e avanzò ancora a nord della capitale tedesca terminando vittoriosamente la guerra nella regione dell'Elba.
Tra i corpi meccanizzati più famosi della guerra, dopo la fine del conflitto il 3º Corpo corazzato delle guardie rimase attivo nell'Armata Rossa durante tutto il periodo della Guerra fredda, fino alla dissoluzione dell'Unione Sovietica nel 1991, trasformato in 3ª Divisione corazzata delle guardie e assegnato alla 7. Armata corazzata di riserva schierata in Bielorussia.
Dopo la fine dell'Unione Sovietica la 3ª Divisione corazzata delle guardie è stata ridotta a unità quadro, facente parte delle nuove forze armate della Repubblica Bielorussa.

## Ordine di battaglia
1942: Voronež e Kotel'nikovo (7º Corpo corazzato)
- Quartier generale
- 3ª Brigata corazzata delle guardie
  - I battaglione carri
  - II battaglione carri
  - III battaglione di fucilieri motorizzati delle guardie
  - battaglione antiaereo
- 62ª Brigata corazzata
  - 27º battaglione carri
  - 164º battaglione carri
  - 62. battaglione di fucilieri motorizzati
- 87ª Brigata corazzata
  - 167º battaglione carri
  - 168º battaglione carri
  - 87º battaglione di fucilieri motorizzati
- 7ª Brigata motorizzata
  - I battaglione di fucilieri
  - II battaglione di fucilieri
  - III battaglione di fucilieri
  - battaglione d'artiglieria campale
  - batteria antiaerea

1943 Quarta battaglia di Char'kov (3º Corpo corazzato delle guardie)
- Quartier generale
- 3ª Brigata corazzata delle guardie
  - I battaglione carri
  - II battaglione carri
  - III battaglione di fucilieri motorizzati delle guardie
- 18ª Brigata corazzata delle guardie (ex-62. Brigata corazzata)
  - I battaglione carri
  - II battaglione carri
  - XVIII battaglione di fucilieri motorizzati
- 19ª Brigata corazzata delle guardie (ex-87. Brigata corazzata)
  - I battaglione carri
  - II battaglione carri
  - XIX battaglione di fucilieri motorizzati
- 2ª Brigata motorizzata delle guardie (ex-7. Brigata motorizzata)
  - I battaglione di fucilieri motorizzati
  - II battaglione di fucilieri motorizzati
  - I battaglione d'artiglieria campale
- 143º reggimento cannoni semoventi (SU-122)
- 1496º reggimento anticarro
- 749º battaglione anticarro
- 266º reggimento mortai
- 1701º reggimento antiaereo
- 34º battaglione mortai delle guardie (lanciarazzi Katjuša)
- 73º battaglione motociclisti

 1945: Prussia Orientale e Berlino  (3º Corpo corazzato delle guardie).
- Quartier generale
- 3ª Brigata corazzata delle guardie
  - I battaglione carri
  - II battaglione carri
  - III battaglione carri
  - III battaglione di fucilieri motorizzati delle guardie
- 18ª Brigata corazzata delle guardie (ex-62. Brigata corazzata)
  - I battaglione carri
  - II battaglione carri
  - III battaglione carri
  - XVIII battaglione di fucilieri motorizzati delle guardie
- 19ª Brigata corazzata delle guardie (ex-87. Brigata corazzata)
  - I battaglione carri
  - II battaglione carri
  - III battaglione carri
  - XIX battaglione di fucilieri motorizzati delle guardie
- 2ª Brigata motorizzata delle guardie (ex-7ª Brigata motorizzata)
  - I battaglione di fucilieri motorizzati
  - II battaglione di fucilieri motorizzati
  - I battaglione d'artiglieria campale
- 35º reggimento pesante cannoni semoventi delle guardie (ISU-122)
- 143º reggimento cannoni semoventi (SU100)
- 1496º reggimento cannoni semoventi (SU-76)
- 1072º reggimento artiglieria leggera
- 266º reggimento mortai
- 1701º reggimento antiaereo
- 34º battaglione mortai delle guardie (razzi Katjuša)
- 10º battaglione motociclisti delle guardie

## Comandanti
- maggior generale Pavel Alekseevič Rotmistrov dal 17 aprile 1942 al 29 dicembre 1942 (7º Corpo corazzato)
- tenente generale Pavel Alekseevič Rotmistrov dal 29 dicembre 1942 al 22 febbraio 1943(3º Corpo corazzato delle guardie)
- maggior generale Ivan Antonovič Vovčenko dal 2 marzo 1943 al 10 agosto 1944
- maggior generale Aleksej Pavlovič Panfilov dall'11 agosto 1944 al 9 maggio 1945